# Операција Мач-1
Операција Мач-1 била је прва фаза веће операције под називом "Мач 95" током рата у Босни 1995. године. Циљ операције Мач-1 био је да се АПЗБ удвостручи и да поврати њено највеће село Штурлић. Након тога, она би се прогласила за републику. Циљ операције Мач-2 био је да се освоји Цазин јер се налазио у средини Бихаћке енклаве, што би поставило велики притисак на 5. корпус. Међутим, због операције Олуја, ова фаза није започела.

## Позадина
Након операције "Паук", НОЗБ, уз помоћ српских добровољаца, победила је АРБиХ у две офанзиве, Мала Кладуша–Подзвизд офанзива и операција Врнограч 95.
План кампање Mркшића да порази 5. корпус—"Операција Мач 95"— фокусирао се на освајање Цазина, и то с разлогом. Цазин је био у центру Бихаћке енклаве (заправо, овај регион је често називан "Цазинска Крајина", а све комуникационе линије су пролазиле кроз њега. Оружје за подршку 5. корпус било је испоручено на аеродром Ћоралићи и хеликоптерима, а привремене фабрике за производњу муниције су помогле у одржавању 5. корпуса. Губитак Цазина би ефективно пресекао Бихаћки џеп, фрагментирао 5. корпус и изложио га потпуном уништењу.

## Ток операције
СВК и НОЗБ планирали су да започну операцију 15. јула. Међутим, почетак је одложен за четири дана, због проблема у поновном груписању јединица, мобилизацији додатних СВК и Крајишких МУП персонала да замене недостајуће ВРС трупе, као и због напада АРБиХ.
Дана 17. јула, две ЛУНА-М (ФРОГ-7) ракете су пала близу пограничног места Изачић, што је био типичан почетак српске офанзиве. Два дана касније, генерал Ступар и генерал Новаковић покренули су напад у 03.00 часа, напредујући преко границе са запада на четири правца и на југ из Велике Кладуше. ОГ "Паук" и Тактичка група 1 напали су према Јоховици и Штурлићу, Тактичка група 2 је напала сектор Тржачких Раштела, Тактичка група 3 напала је подручје Бугара, а Тактичка група 4 напала је правац Зељава - Изачић. ТГ-2, 3 и 4 наишле су на жесток отпор од батаљона 502. брдске бригаде АРБиХ, и СВК јединице успеле су да напредују само километар до два. Такође нису успели да заузму важно погранично село Тржачка Раштела на главном путу према Цазину.
Операција СВК била је ослабљена проблемима са моралом у РСК, Специјалној полицијској бригади—делом ТГ-2 која је одбила да нападне. ОГ "Паук" и ТГ-1, међутим, разбили су слабу 517. лаку бригаду АРБиХ око Штурлића, брзо потискујући АРБиХ трупе више од 2 километра до 20. јула. Да би се суочили с овим развојем догађаја, штаб 5. корпуса брзо је обавестио 502. бригаду да пожури са преосталим трупама из подручја града Бихаћ.
Тешко заустављени доласком муслиманских резерви, напредовање СВК настављено је источно од Штурлића, и до 21. јула продор КСЈ-а проширио се на 7 километара. СВК и НОЗБ напредовали су даље на исток према граду Пећиград, важном чвору на путу Велика Кладуша - Цазин. ОГ "Паук" сада је покренуо велики напредак према Пећиграду, долазећи директно са севера. Током ових напада било је и неких сукоба у региону Врнограч - Пећиград између НОЗБ и 505. и 506. бригаде са чврстим напредовањем НОЗБ.
Током 25. јула, одбрамбена ситуација Дудаковића постала је критична. Још увек је био под нападом ТГ-1 и ОГ "Паук", када су ТГ-3 и ТГ-4 покренуле нови напад према Бугару и Изачићу, пробијајући 502. брдску бригаду АРБиХ пре него што су били заустављени испред Изачића и Гата Илиџе. Непрекидни напад ОГ "Паук" и ТГ-1 померио је 5. корпус још 2 километра унутар џепа од 23. јула, заузете су кључне позиције на Пећким Брдима, Лисковац, и Криваја. Кључни прелази код Пећиграда и Скокова били су озбиљно угрожени како је офанзива СВК долазила до свог врхунца. Српске трупе су биле на само 5 километара од аеродрома Ћоралићи и Цазина, а 26. јула, Абдић је са сигурношћу објавио трансформацију Аутономне покрајине западне Босне у Републику Западну Босну. Генерал Дудаковић ће касније описати ову СВК офанзиву као своје најтеже искуство током рата.

## Посљедице
Након успешне прве фазе, СВК и НОЗБ су се припремали за другу фазу, у којој су требали да заузму Цазин, али због велике опасности од ХВ напада, СВК је повукла трупе из Западне Босне почетком августа. ХВ је покренула општи напад на СВК, током којег су заузели највећи део Српске Крајине. Република Западна Босна је остала да се бори сама до пада Велике Кладуше 7. августа.